# Henri van Dievoet

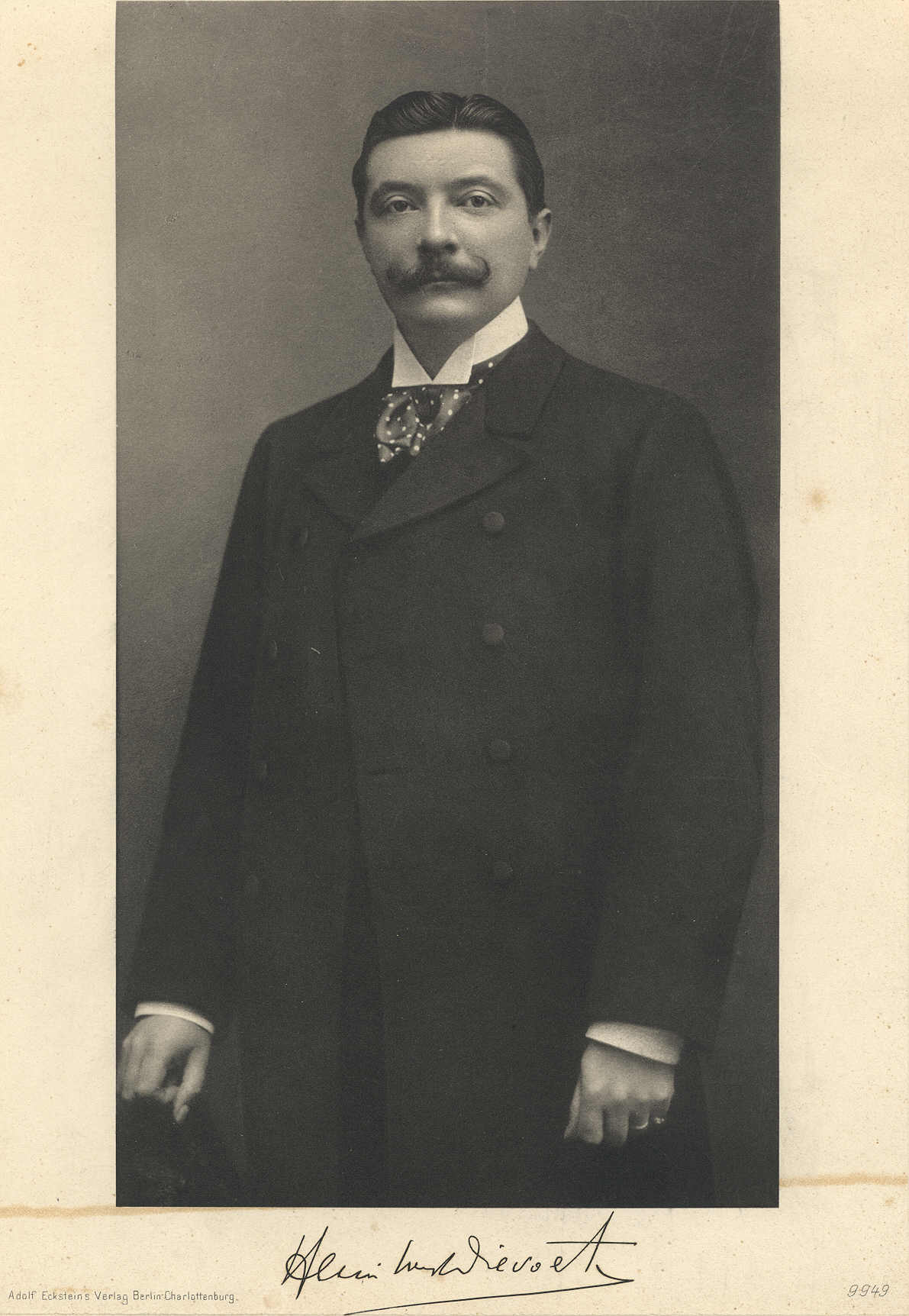
L'architetto Henri van Dievoet.

Henri van Dievoet (Bruxelles, 19 gennaio 1869 – Bruxelles, 24 aprile 1931) è stato un architetto belga.

## Biografia
Era fratello del famoso pittore e decoratore di stile liberty Gabriele van Dievoet (1875-1934).
Henri van Dievoet ha costruito molti edifici e palazzi nella sua città natale, fra cui l'Hotel Astoria, albergo mitico e storico di Bruxelles.
Massone, fu membro della loggia di Bruxelles  "Les Vrais Amis de l'Union et du Progrès", del Grande Oriente del Belgio.